# Toffen
Toffen – gmina (niem. Einwohnergemeinde) w Szwajcarii, w kantonie Berno, w regionie administracyjnym Bern-Mittelland, w okręgu Bern-Mittelland. 31 grudnia 2020 zamieszkiwana przez 2 547 mieszkańców.

## Transport
Przez teren gminy przebiega droga główna nr 221.